# Campeonato Mundial de Natação em Piscina Curta de 2012 - Revezamento 4x100 m medley feminino
A prova dos 4x100 metros medley  feminino do Campeonato Mundial de Natação em Piscina Curta de 2012 foi disputado em 14 de dezembro em Istambul  na Turquia.

## Recordes
Antes desta competição, os recordes mundiais e do campeonato nesta prova eram os seguintes:
|    | Nacionalidade  | Nome                                                                                        | Tempo   | Local   | Data                   |
| -- | -------------- | ------------------------------------------------------------------------------------------- | ------- | ------- | ---------------------- |
| WR | Estados Unidos | Natalie Coughlin (55.97) Rebecca Soni (1:02.91) Dana Vollmer (55.36) Missy Franklin (51.32) | 3:45.56 | Atlanta | 16 de dezembro de 2011 |
| CR | China          | Zhao Jing (56.52) Zhao Jin (1:04.20) Liu Zige (55.80) Tang Yi (51.77)                       | 3:48.29 | Dubai   | 17 de dezembro de 2010 |

## Medalhistas
| Ouro                                                                                | Prata | Bronze |
| Dinamarca · Mie Nielsen · Rikke Møller Pedersen · Jeanette Ottesen · Pernille Blume | Austrália · Rachel Goh · Sarah Katsoulis · Marieke Guehrer · Angie Bainbridge · Grace Loh* · Samantha Marshall* · Brianna Throssell* · Sally Foster* | Estados Unidos · Olivia Smoliga · Jessica Hardy · Claire Donahue · Megan Romano · Laura Sogar* · Christine Magnuson* · Lia Neal* |

*Participaram apenas das eliminatórias, mas também receberam medalhas.

## Resultados

### Eliminatórias
As eliminatórias ocorreram dia 14 de dezembro. 
| Colocação | Bateria | Raia | Nacionalidade  | Nome | Tempo   | Notas |
| --------- | ------- | ---- | -------------- | --- | ------- | ----- |
| 1         | 1       | 1    | Dinamarca      | Mie Nielsen (57.59) Rikke Møller Pedersen (1:04.40) Jeanette Ottesen (57.42) Pernille Blume (53.69)           | 3:53.10 | Q, NR |
| 2         | 2       | 4    | Estados Unidos | Olivia Smoliga (58.05) Laura Sogar (1:04.43) Christine Magnuson (57.31) Lia Neal (53.38)                      | 3:53.17 | Q     |
| 3         | 1       | 5    | Japão          | Marie Kamimura (58.83) Kanako Watanabe (1:05.58) Nao Kobayashi (57.03) Miki Uchida (52.97)                    | 3:54.41 | Q, NR |
| 4         | 2       | 8    | Grã-Bretanha   | Georgia Davies (58.57) Sophie Allen (1:06.04) Jemma Lowe (57.14) Francesca Halsall (52.75)                    | 3:54.50 | Q     |
| 5         | 2       | 9    | China          | Fu Yuanhui (58.99) Sun Ye (1:05.56) Jiao Liuyang (56.64) Wang Haibin (53.33)                                  | 3:54.52 | Q     |
| 6         | 1       | 8    | Itália         | Arianna Barbieri (57.94) Chiara Boggiatto (1:07.23) Ilaria Bianchi (56.75) Federica Pellegrini (53.74)        | 3:55.66 | Q, NR |
| 7         | 2       | 5    | Alemanha       | Jenny Mensing (59.50) Caroline Ruhnau (1:06.45) Paulina Schmiedel (58.49) Britta Steffen (52.70)              | 3:57.14 | Q, NR |
| 8         | 1       | 4    | Austrália      | Grace Loh (58.79) Samantha Marshall (1:06.08) Brianna Throssell (58.81) Sally Foster (53.68)                  | 3:57.36 | Q     |
| 9         | 2       | 1    | Canadá         | Chantal van Landeghem (59.87) Tera van Beilen (1:06.04) Noemie It-Ting Thomas (57.50) Heather MacLean (54.08) | 3:57.49 |       |
| 10        | 2       | 2    | Brasil         | Fabíola Molina (59.19) Beatriz Travalon (1:07.46) Daynara de Paula (57.69) Larissa Oliveira (53.32)           | 3:57.66 | SA    |
| 11        | 2       | 3    | Rússia         | Polina Lapshina (59.31) Valentina Artemyeva (1:05.97) Daria Tcvetkova (1:00.01) Veronika Popova (52.75)       | 3:58.04 |       |
| 12        | 2       | 0    | Espanha        | Duane Da Rocha (58.31) Marina García Urzainqui (1:07.55) Judit Ignacio Sorribes (58.34) Melanie Costa (54.22) | 3:58.42 | NR    |
| 13        | 1       | 3    | Suécia         | Michelle Coleman (59.52) Rebecca Ejdervik (1:07.04) Louise Hansson (58.67) Sandra Hafström (55.21)            | 4:00.44 |       |
| 14        | 1       | 6    | Finlândia      | Hanna-Maria Seppälä (1:01.45) Jenna Laukkanen (1:06.50) Sini Kuutamo (1:00.51) Emilia Pikkarainen (54.71)     | 4:03.17 | NR    |
| 15        | 1       | 2    | África do Sul  | Jessica Ashley-Cooper (59.62) Jessica Pengelly (1:10.67) Marne Erasmus (59.47) Lehesta Kemp (55.10)           | 4:04.86 |       |
| 16        | 2       | 7    | Macau          | Vong Erica Man Wai (1:05.16) Lei On Kei (1:12.26) Kuan Weng I (1:05.39) Tan Chi Yan (1:00.71)                 | 4:23.52 | NR    |
| 17        | 1       | 7    | Paquistão      | Lianna Catherine Swan (1:09.82) Anum Bandey (1:23.25) Kiran Khan (1:09.02) Mahnoor Maqsood (1:14.70)          | 4:56.79 |       |
| 18        | 2       | 6    | Turquia        | Hazal Sarıkaya (1:01.72) Dilara Buse Günaydın (1:08.53) İris Rosenberger Esra Kübra Kaçmaz                    | DSQ     |       |
| 19        | 1       | 0    | Venezuela      | | DNS     |       |

### Final
A final teve sua disputa realizada em 14 de dezembro.
| Colocação         | Raia | Nacionalidade  | Nome                                                                                                   | Tempo   | Notas |
| ----------------- | ---- | -------------- | --- | ------- | ----- |
| Medalha de ouro   | 4    | Dinamarca      | Mie Nielsen (56.73/NR) Rikke Møller Pedersen (1:03.48) Jeanette Ottesen (56.49) Pernille Blume (53.17) | 3:49.87 | ER    |
| Medalha de prata  | 8    | Austrália      | Rachel Goh (58.16) Sarah Katsoulis (1:03.89) Marieke Guehrer (56.36) Angie Bainbridge (52.47)          | 3:50.88 |       |
| Medalha de bronze | 5    | Estados Unidos | Olivia Smoliga (57.25) Jessica Hardy (1:04.61) Claire Donahue (57.67) Megan Romano (51.90)             | 3:51.43 |       |
| 4                 | 6    | Grã-Bretanha   | Georgia Davies (57.45) Sophie Allen (1:05.90) Jemma Lowe (56.51) Francesca Halsall (51.99)             | 3:51.85 | NR    |
| 5                 | 2    | China          | Zhou Yanxin (57.85) Sun Ye (1:05.89) Lu Ying (56.36) Tang Yi (52.43)                                   | 3:52.53 |       |
| 6                 | 3    | Japão          | Marie Kamimura (59.17) Kanako Watanabe (1:05.15) Nao Kobayashi (57.30) Haruka Ueda (53.11)             | 3:54.73 |       |
| 7                 | 7    | Itália         | Arianna Barbieri (58.25) Chiara Boggiatto (1:07.60) Ilaria Bianchi (56.14) Federica Pellegrini (54.13) | 3:56.12 |       |
| 8                 | 1    | Alemanha       | Jenny Mensing (59.90) Caroline Ruhnau (1:06.24) Paulina Schmiedel (58.31) Britta Steffen (52.40)       | 3:56.85 | NR    |

Legenda
| Recorde mundial       | Recorde mundial (World record)               |                       | Recorde africano                      | Recorde africano (African) |                                           | Q | Classificado por posição (Qualified) |
| Recorde do campeonato | Recorde do campeonato (Championship record)  | Recorde da América    | Recorde da América (Americas)         | q                          | Classificado por melhor tempo (Qualified) |   |                                      |
| Melhor marca do ano   | Melhor marca do ano (World leading)          | Recorde asiático      | Recorde asiático (Asian)              | DNS                        | Não largou (Did not start)                |   |                                      |
| Recorde nacional      | Recorde nacional (National record)           | Recorde europeu       | Recorde europeu (European)            | DNF                        | Não terminou (Did not finish)             |   |                                      |
| Recorde pessoal       | Recorde pessoal do atleta (Personal best)    | Recorde da Oceania    | Recorde da Oceania (Oceania)          | DSQ / DQ                   | Desclassificado (Disqualified)            |   |                                      |
| Recorde da temporada  | Recorde da temporada do atleta (Season best) | Recorde sul-americano | Recorde sul-americano (South America) | NM                         | Sem marca (No mark)                       |   |                                      |